# Thomas Oppermann
Thomas Ludwig Albert Oppermann (Warendorf, Alemania del Oeste, 27 de abril de 1954 - Gotinga, Alemania, 25 de octubre de 2020)  fue un político alemán y miembro del Partido Socialdemócrata (SPD). Desde octubre de 2017 hasta su muerte se desempeñó como vicepresidente del Bundestag. En su carrera anterior, fue primer secretario (2007-2013) y luego presidente (2013-2017) del Grupo Parlamentario SPD en el Bundestag.
Oppermann pertenecía al ala derecha del SPD, conocida como reformista y moderada.

## Primeros años
Oppermann nació en Warendorf, Baja Sajonia, el 27 de abril de 1954. Oppermann recibió su abitur de la Goetheschule en Einbeck. Posteriormente, estudió Germanística y Filología inglesa en la Universidad de Tubinga. De 1976 a 1978, trabajó en Action Reconciliation Service for Peace (ARSP) en los Estados Unidos. Después de regresar a Alemania, se matriculó en la facultad de Derecho en la Universidad de Gotinga, terminando en 1986.
Desde entonces hasta 1990, Oppermann fue juez de un tribunal administrativo en Hannover y más tarde en Brunswick. De 1988 a 1989, fue adscrito para servir como director de asuntos legales de la ciudad de Hann. Münden.

## Carrera política

### Papel en la política regional
Oppermann ha sido miembro del SPD desde 1980 y presidente del SPD regional en Gotinga desde 1989. Fue miembro del Landtag de Baja Sajonia de 1990 a 2005. Fue portavoz de asuntos legales de 1990 a 1998.
Entre 1998 y 2003, Oppermann actuó como ministro de Estado de Ciencia y Cultura en los gabinetes de los ministros presidentes Gerhard Schröder, Gerhard Glogowski y Sigmar Gabriel. En 1999, después de la renuncia de Glogowski, Oppermann perdió una votación interna del partido contra Gabriel para convertirse en el próximo ministro presidente.
De 2003 a 2005, Oppermann fue el portavoz económico del grupo parlamentario estatal SPD.

### Política nacional
Desde las elecciones federales de 2005 hasta su muerte en 2020, Oppermann fue miembro del Bundestag (parlamento alemán). Dentro de su grupo parlamentario, formó parte del Círculo Seeheim. De marzo de 2006 a noviembre de 2007, fue presidente del grupo de trabajo y líder de la delegación del SPD en el comité para investigar los servicios secretos (Geheimdienst-Untersuchungsausschuss).
Oppermann fue elegido primer secretario parlamentario del grupo parlamentario del SPD en noviembre de 2007, sucediendo a Olaf Scholz; posteriormente fue reelegido en 2011 y 2013. En este cargo, también formó parte del Consejo de Ancianos del parlamento, que, entre otras funciones, determina los temas diarios de la agenda legislativa y asigna los presidentes de los comités según la representación del partido. Asimismo se convirtió en miembro del Panel de Supervisión Parlamentaria (PKGr), que proporciona supervisión parlamentaria de los servicios de inteligencia de Alemania BND, BfV y MAD.
Entre 2006 y 2013, Oppermann fue vicepresidente del Grupo de Amistad Parlamentaria Germano-Israelí. Desde 2009, intervino en el órgano parlamentario encargado de nombrar a los jueces de los Tribunales Superiores de Justicia, a saber, el Tribunal Federal de Justicia (BGH), el Tribunal Administrativo Federal (BVerwG), el Tribunal Fiscal Federal (BFH), el Trabajo Federal Tribunal (BAG) y el Tribunal Social Federal (BSG).
Antes de las elecciones de 2009, el ministro de Relaciones Exteriores alemán, Frank-Walter Steinmeier, incluyó a Oppermann, entonces rostro relativamente desconocido para el público alemán, en su gabinete en la sombra de diez mujeres y ocho hombres para la campaña de los socialdemócratas para destituir a la actual Angela Merkel como canciller. Durante la campaña, Oppermann figuró como ministro en la sombra de Interior y, por lo tanto, como contraparte del titular Wolfgang Schäuble.

### Presidente del Grupo Parlamentario SPD, 2013-2017
En las negociaciones para formar la llamada gran coalición tras las elecciones federales de 2013, Oppermann encabezó la delegación del SPD en el grupo de trabajo de asuntos internos y legales; su copresidente fue Hans-Peter Friedrich de la CSU. Cuando Frank-Walter Steinmeier renunció como presidente del Grupo Parlamentario del SPD para servir una vez más como ministro de Relaciones Exteriores en la segunda gran coalición de Angela Merkel, Oppermann fue elegido como su sucesor el 16 de diciembre de 2013.
Oppermann también formó parte del Comité de Elección de Jueces (Wahlausschuss), que está a cargo de nombrar a los jueces del Tribunal Constitucional Federal de Alemania.
A finales de 2015, la junta del SPD bajo el liderazgo de Sigmar Gabriel encargó a Oppermann y Manuela Schwesig la tarea de redactar un programa electoral para las elecciones federales de 2017. En la campaña de los socialdemócratas para derrocar a la actual Angela Merkel como canciller, Oppermann se centró en la política de defensa, siendo así un contrapeso para la actual Ursula von der Leyen.

### Vicepresidente del Bundestag alemán, 2017-2020

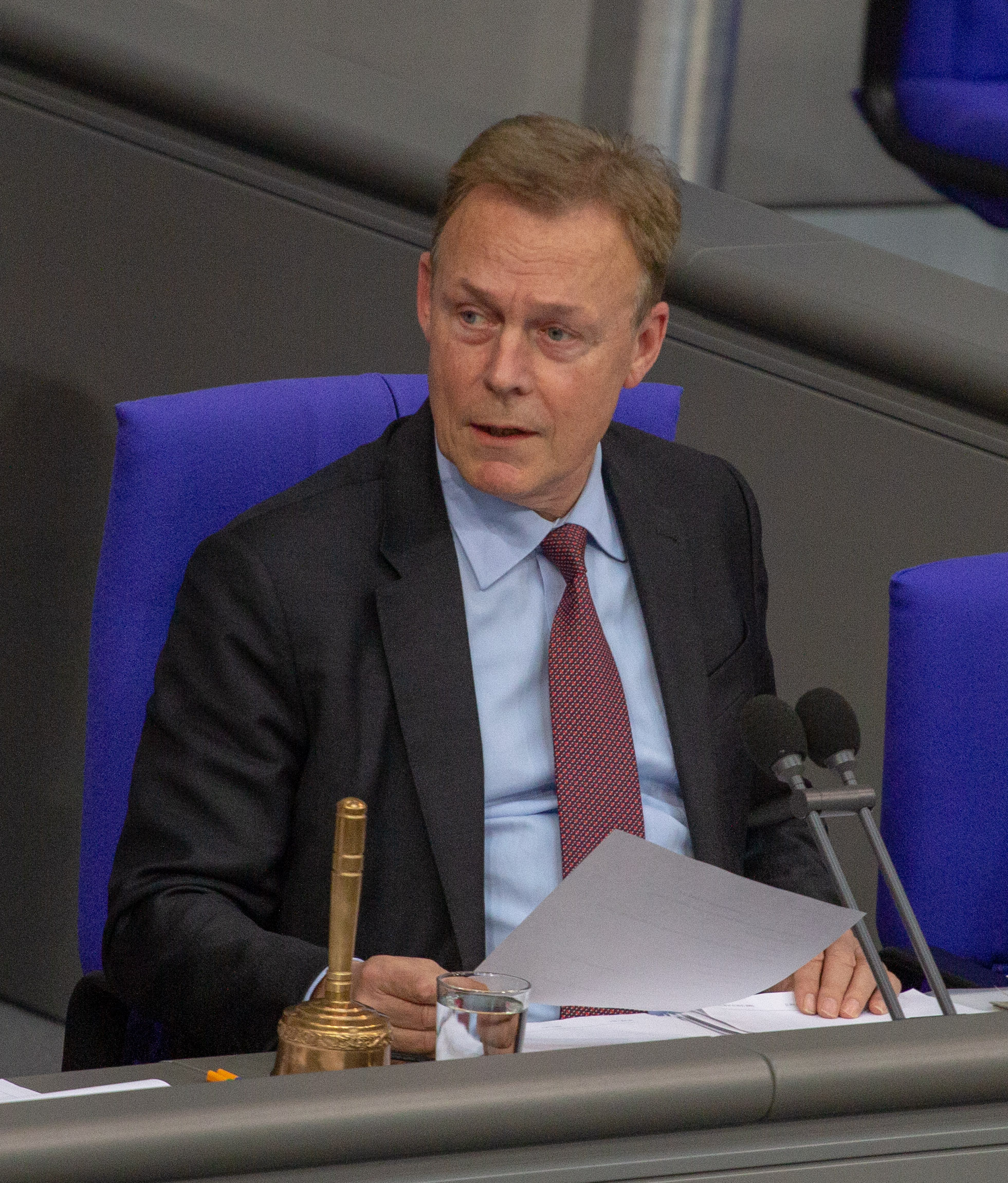
Oppermann como vicepresidente del parlamento alemán en 2019.

Después de que los socialdemócratas experimentaran su peor resultado en la historia desde la posguerra alemana, el nuevo presidente Martin Schulz nominó a Andrea Nahles para reemplazar a Oppermann como líder del grupo del partido en el Parlamento alemán. Igualmente formó parte de la Comisión de Asuntos Exteriores. Desde 2019, fue miembro de la delegación alemana a la Asamblea Parlamentaria Franco-Alemana.
En agosto de 2020, Oppermann anunció que no se presentaría a las elecciones federales de 2021, sino que renunciaría a la política activa al final de la legislatura.

## Otras actividades

### Consejos corporativos
- EnBW, miembro del consejo asesor (2005-2006)[20][21]

### Organizaciones sin fines de lucro
- Federación Alemana de Fútbol (DFB), presidente de la Comisión de Ética (desde 2019).[22]
- Escuela de Gobernanza de Hertie, miembro del Patronato.
- Fundación Friedrich Ebert (FES), miembro.[23]
- Amigos del Centro de Cuidados Paliativos de la Universidad de Göttingen, Miembro del Patronato.[24]
- Instituto de Estudios Avanzados de Berlín, miembro del Patronato (hasta abril de 2015).[25]
- Festival Internacional de Handel de Göttingen, miembro del Consejo de Supervisión.[26]
- Instituto Max Planck de Química Biofísica, Miembro del Patronato[27]
- Instituto Max Planck de Dinámica y Autoorganización, Miembro del Patronato.[28]
- Instituto Max Planck para la Investigación del Sistema Solar, miembro del consejo de administración.[29]
- Fundación Volkswagen, miembro del Patronato.[30]
- ZDF, miembro de la junta de televisión.[31]
- Das Progressive Zentrum, miembro del círculo de amigos.[32]
- Sociedad Fraunhofer, miembro del Senado (2006-2008).[33]

## Posiciones políticas

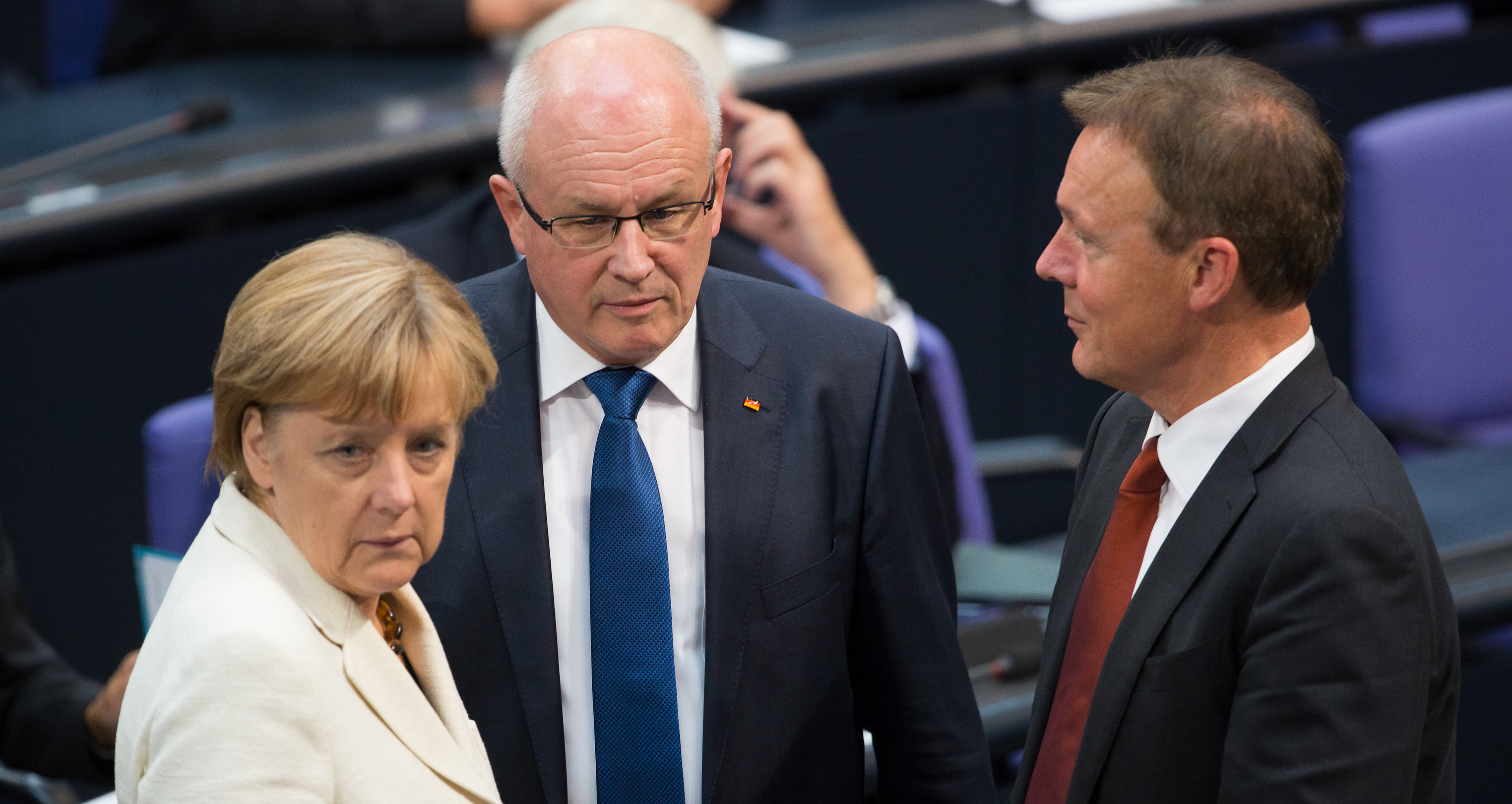
Thomas Oppermann junto a Angela Merkel y Volker Kauder en el Bundestag, 2014.

En 2011, Oppermann se pronunció públicamente a favor de la celebración de un referéndum nacional sobre los principios fundamentales de la Unión Europea el día de las elecciones parlamentarias de 2013.
En 2013, Oppermann criticó al gobierno de la canciller Angela Merkel cuando surgieron noticias de sus intenciones de vender armas a Arabia Saudita, diciendo que los conservadores querían "mejorar totalmente" las capacidades militares del país.
Ante la llegada de 800.000 inmigrantes a Alemania en 2015, Oppermann dijo que su partido nunca aceptaría una "propuesta de la CSU para crear 'zonas de tránsito' cerca de la frontera, donde los solicitantes de asilo sin posibilidad de quedarse podrían ser enviados rápidamente de regreso a casa".

## Controversia
Cuando el exmiembro del parlamento Sebastian Edathy compareció en diciembre de 2014 ante una investigación del Bundestag sobre su compra de pornografía infantil, se le preguntó si un aviso de colegas del partido le dio tiempo para destruir pruebas antes de una redada policial en su casa y oficina. Edathy afirmó que los miembros de alto nivel del SPD, particularmente Oppermann, violaron el privilegio legal al discutir el caso con colegas y personal. Durante una audiencia a puerta cerrada de la Comisión de Asuntos Internos a principios de ese año, Oppermann había negado que él o cualquiera de sus compañeros de alto rango del SPD “informaran directa o indirectamente o incluso advirtieran a Sebastian Edathy de la investigación o de nuestro conocimiento de ella“.

## Vida privada
Oppermann tuvo tres hijas y un hijo. Falleció el 25 de octubre de 2020 a los sesenta y seis años.